# أبو بكر زين العابدين عبد الكلام
أبو بكر زين العابدين عبد الكلام المشهور باسم عبد الكلام (15 أكتوبر 1931 - 27 يوليو 2015)، عالم فضاء هندي ورجل دولة شغل منصب الرئيس الحادي عشر للهند من 2002 إلى 2007. ولد ونشأ في رامسوارام في تاميل نادو ودرس الفيزياء وهندسة الطيران. أمضى العقود الأربعة التالية كعالم ومسؤول علمي بشكل رئيسي في منظمة البحث والتطوير الدفاعية (DRDO) ومنظمة أبحاث الفضاء الهندية (ISRO) وكان مشاركًا بشكل وثيق في برنامج الفضاء المدني الهندي وجهود تطوير الصواريخ العسكرية. عُرف باسم رجل الصواريخ الهندي لعمله على تطوير تكنولوجيا الصواريخ الباليستية ومركبات الإطلاق. كما لعب دورًا تنظيميًا وفنيًا وسياسيًا محوريًا في تجارب الهند النووية (عملية بوخران -2 في عام 1998) وهي الأولى منذ التجربة النووية الأصلية التي أجرتها الهند في عام 1974.
انتخب عبد الكلام رئيسا للهند في عام 2002 بدعم من حزب بهاراتيا جاناتا الحاكم والمؤتمر الوطني الهندي المعارض آنذاك. يشار إليه على نطاق واسع باسم "رئيس الشعب"، عاد إلى حياته المدنية في التعليم والكتابة والخدمة العامة بعد فترة ولاية واحدة. حصل على العديد من الجوائز المرموقة بما في ذلك بهارات راتنا وهو أعلى وسام مدني في الهند.
في 27 يوليو 2015 توفي عبد الكلام عن عمر يناهز 83 عامًا أثناء إلقاءه محاضرة في المعهد الهندي للإدارة شيلونج إثر إصابته بسكتة قلبية. حضر الآلاف بمن فيهم كبار الشخصيات على المستوى الوطني مراسم الجنازة التي أقيمت في مسقط رأسه في رامسوارام، حيث أقيمت له مراسم دفن عسكرية.

## نشأته وتعليمه
ولد أبو بكر عبد الكلام في 15 أكتوبر عام 1931 في بلدة راميسوارام التي تقع بولاية تاميل نادو بجنوب الهند، وترعرع في كنف والديه اللذين ينتميان لعائلة تاميلية مسلمة فقيرة، وكان أبوه «زين العابدين» يملك قاربا يكسب عيشه منه، أما أمه «أشيامّا» فكانت ربة بيت.
عمل في فترة صباه لمساعدة أسرته على مواجهة أعباء الحياة الصعبة. وبعد أن أنهى دراسته الابتدائية عمل موزعا للصحف  ، وفي سنوات الدراسة وصفه مدرسوه وزملاؤه بأنه كان يتمتع بذكاء وجدية في التعلم وخاصة في مادة الرياضيات  ، وبعد تخرجه في مدرسة «راماناثابورام شوارتز الثانوية» التحق بكلية القديس يوسف في مدينة تيروشيراباللي بولاية تاميل نادو، ومنها أكمل دراسته في الفيزياء بجامعة مدراس وتخرج فيها عام 1954. وفي عام 1955 تخصص في دراسة هندسة علوم الفضاء. وعندما كان يعمل في مشروعه الدراسي كان عميد الكلية غير راضي عنه بسبب عدم إحرازه تقدما في مشروعه العلمي المكلف به، وهدده بإلغاء منحته الدراسية إلا إذا أنهى مشروعه على الوجه المطلوب ومنحه ثلاثة أيام فقط كمهلة، وعمل عبد الكلام في مشروعه ليلا ونهارا بشكل متواصل خلال هذه الأيام الثلاثة حتى حقق ما طلب منه مما أبهر عميد الجامعة الذي قال فيما بعد (.. إنني وضعتك ياعبد الكلام تحت ضغط وطلبت منك مواجهة مدة زمنية قصيرة صعبة..)  ، ولقد قال عبد الكلام في حديث له أنه خاب أمله في تحقيق حلمه بأن يصبح طيارا عسكريا مقاتلا ولكن وضع في الترتيب التاسع في تصفيات النخبة على مستوى دولة الهند التي أختيرت لهذا العمل حيث لم يكن هناك سوى ثمانية فرص فقط متوفرة في القوة الجوية الهندية.

## حياته العملية وانجازاته

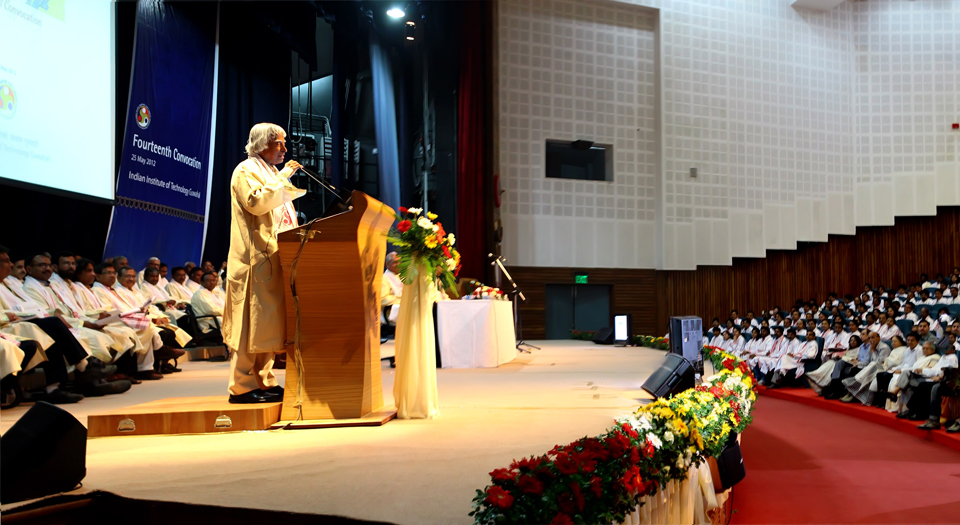
عبد الكلام يلقي خطاب في الإحتفال الرابع عشر للمعهد الهندي للتقنية في غواهاتي بولاية آسام

بعد تخرجه في معهد مدراس التقني (إم. آى، تي - تشيناي) في عام 1960 ، إنضم عبد الكلام لمؤسسة تطوير الطيران التابعة للمنظمة الهندية لأبحاث وتطوير الدفاع (DRDO)، وبدأ عمله بتصميم طائرة هليوكوبتر صغيرة للجيش الهندي، إلا أنه لايزال غير مقتنع باختيار هذه الوظيفة في هذه المنظمة. ، كما أنه أيضا كان عضوا في اللجنة الوطنية الهندية لأبحاث الفضاء بقيادة عالم الفضاء الفيزيائي الهندي فيكرام سارابهاي. ، وفي عام 1969 انتقل عبد الكلام إلى منظمة البحوث الفضائية الهندية المعروفة باسم «آيسرو» (ISRO) حيث أصبح مديراً لمشروع أول مركبة إطلاق للأقمار الاصطناعية (SLV - III) واستطاع بنجاح إطلاق القمر الاصطناعي الهندي «روهيني» ووضعه في مداره حول الأرض في شهر يوليو عام 1980 ، ولقد كان انضمام عبد الكلام لمنظمة البحوث الفضائية أكبر إنجاز في حياته لتحقيق أحلامه وطموحاته. وابتدأ عمله بتوسيع مشروع الصواريخ بشكل مستقل في منظمة تطوير الأبحاث الدفاعية في عام 1965. وفي عام 1969 حصل عبد الكلام على موافقة الحكومة الهندية بتوسيع البرنامج ليشمل انضمام المزيد من المهندسين.
في الفترة مابين عام 1963 و1964 زار مركز أبحاث لانغلي التابع لوكالة الفضاء الأمريكية ناسا في هامبتون بولاية فرجينيا، ومركز غودارد لرحلات الفضاء في غرين بلت بولاية ماريلاند بالولايات المتحدة الأمريكية ومنشآت «والوبس» لرحلات الفضاء في الساحل الشرقي بولاية فرجينيا  ، وخلال الفترة مابين السبعينيات والتسعينيات بذل عبد الكلام جهودا كبيرة لتطوير مركبة إطلاق الأقمار الاصطناعية القطبية وهي نظام إطلاق موسع تسمح للهند باطلاق أقمار الاستشعار عن بعد في مدرات معينة بالفضاء بالإضافة لمشروع نظام اطلاق الأقمار الاصطناعية (SLV - III)، وكلا المشروعين تحققت بنجاح.
شهد عبد الكلام مع العالم النووي الهندي راجارامانا أول تجربة نووية للهند أطلق عليها اسم بوذا المبتسم في 18 مايو عام 1974 في صحراء راجستان  حيث كان عبد الكلام ممثلاً عن مختبر البحوث الباليستية (TBRL). وفي السبعينيات حققت منظمة البحوث الفضائية الهندية «آيسرو» (ISRO) بنجاح إطلاق القمر الاصطناعي روهيني - 1 للفضاء وهو أول سلسلة من الأقمار الاصطناعية الهندية باستخدام منصة إطلاق صواريخ (SLV) 
في السبعينيات عمل عبد الكلام على مشروعين هما «مشروع الشيطان» و«مشروع الشجاع» وذلك لتطوير الصواريخ الباليستية من تقنية برنامج (SLV) الناجحة  ، وعلى الرغم من عدم موافقة اتحاد مجلس الوزراء الهندي لكن رئيسة الهند أنديرا غاندي مولت هذين المشروعين الفضائيين من الأموال السرية ومن صلاحيات سلطتها التقديرية وتحت إدارة عبد الكلام.
بذل عبد الكلام دورا أساسيا في اقناع اتحاد مجلس الوزراء لإخفاء الحقيقة لهذه المشاريع الفضائية السرية  ، ولقد كانت أبحاثه العلمية وقيادته التربوية التعليمية منحته مجداً وهيبة في طول البلاد وعرضها مما دفع الحكومة لبدء برنامج الصواريخ المتقدمة تحت قيادته  ، وعمل عبد الكلام مع خبير المعادن والمستشار العلمي لوزير الدفاع «أروناشالام» حيث شدد وزير الدفاع الهندي فينكاتارامان على مقترح لتطوير جعبة صواريخ باليستية معاً بدلا من واحد تلو الآخر  وكان لوزير الدفاع هذا دور أساسي في الحصول على موافقة مجلس الوزراء لاعتماد مبلغ 3,88 مليار روبية لهذه المهمة التي أطلق عليها «البرنامج المتكامل لتطوير الصواريخ الموجهة» المعروف باسم (GMDP) وعين عبد الكلام رئيسا تنفيذيا للبرنامج.
قام عبد الكلام بدور جوهري في تطوير العديد من الصواريخ في إطار هذه المهمة بما في ذلك صواريخ «أجني» الباليستية المتوسطة المدى التي تحمل رؤوس نووية، وصواريخ «برثفي» أرض - أرض التكتيكية الباليستية قصيرة المدى. وعلى الرغم من النجاح الذي حققته هذه المشاريع إلا أنها تعرضت لإنتقادات بسبب سوء الإدارة والتكلفة وتجاوز المدة المقررة. ولقد كان عبد الكلام المستشار العلمي الرئيس لرئيس الوزراء الهندي وسكرتارية منظمة البحوث والتطوير الدفاعية من يوليو عام 1992 حتى ديسمبر عام 1999 ، وقد أجريت تجارب اختبار تفجير القنابل النووية التي عرفت باسم (بخران - 2) خلال هذه الفترة حيث قام عبد الكلام بدور سياسي وتكنولوجي مكثف كمنسق ورئيس للمشروع مع العالم النووي والفيزيائي الهندي شيدامبارام خلال رحلة الاختبار  ، وكان للصور واللقطات التي أخذت لعبد الكلام خلال تلك الفترة النشطة في وسائل الإعلام المختلفة جعلت شخصيته معروفة ومشهورة في طول البلاد وعرضها.
في عام 1998 وقف عبد الكلام مع طبيب القلب الشهير سوما راجو في تطوير دعامة تاجية للقلب بتكلفة منخفضة، وتكريما لهما سميت باسم (دعامة كلام - راجو)  ، وفي عام 2012 عمل مرة أخرى مع الدكتور سوما راجو في تصميم جهاز حاسب آلي «كمبيوتر» لوحي للرعاية الصحية في المناطق الريفية بالهند أطلق عليه اسم (كلام - راجو اللوحي).

## الرئاسة
تولى عبد الكلام منصب رئيس الجمهورية الهندية وأصبح بذلك الرئيس الحادي عشر للهند خلفا للرئيس الأسبق ك. ر. نارايانان حيث فاز في الانتخابات الرئاسية في عام 2002 بـ 922,884 صوتا انتخابيا مقابل 107,366 صوتا لمنافسه لاكشمي ساهغال وبذلك أصبح رئيسا منتخبا لفترة رئاسية مدتها خمس سنوات من 25 يوليو 2002 حتى 25 يوليو 2007 ، وفي 10 يونيو عام 2002 أعرب التحالف الوطني الديمقراطي (التجمع الوطني الديمقراطي الهندي (NDA) الذي كان في السلطة آنذاك معبرا لزعيم المعارضة ورئيس المؤتمر الوطني الهندي سونيا غاندي اقتراحا بأن يرشح عبد الكلام لمنصب رئيس الجمهورية الهندية. كما أعلن حزب ساماجوادي والمدعوم من حزب المؤتمر الوطني ترشيح عبد الكلام  ، وبعد أن دعم حزب ساماجوادي ترشيحه له اختار ك. ر. نارايانان عدم الترشح لولاية ثانية لمنصب الرئيس وترك المجال مفتوحا لعبد الكلام.
عقب عبد الكلام على إعلان ترشيحه من قبل رئيس الوزراء أتال بيهاري فاجبايي بقوله (.. يغمرني حقا مايحدث في كل مكان سواء في الإنترنت أو في وسائل الإعلام الأخرى، لقد طلب مني أن أعطي رسالة. كنت أفكر ما الرسالة التي يمكنني إعطائها لشعب البلاد في هذه المرحلة..). وفي 18 يونيو من ذلك العام قدم عبد الكلام أوراق ترشحه للبرلمان الهندي بصحبة رئيس الوزراء أتال بيهاري فاجبايي وكبار زملاؤه الوزراء.
بدأ الاقتراع للانتخابات الرئاسية في يوم 15 يوليو عام 2002 في البرلمان الهندي، وكانت إدعاءات وتحليلات مجالس الولايات ووسائل الإعلام أن الانتخابات هي من جانب واحد وأن النصر بفوز عبد الكلام بها أمراً مفروغا منه في النهاية، وبدأ العد التنازلي في 18 من شهر يوليو ذلك العام  ، وفاز عبد الكلام في الانتخابات الرئاسية وأصبح الرئيس الحادي عشر لجمهورية الهند  وانتقل عبد الكلام إلى القصر الرئاسي الذي يطلق عليه باللغة الهندية (راشتراباني باهاوان) ويعني بيت النصر وذلك بعد أن أدى اليمين الدستورية في يوم 25 يوليو  ، وكان عبد الكلام هو الرئيس الهندي الثالث الذي منح جائزة التكريم بهارات راتنا وهي أرفع درجة تكريم مدني في الهند وقبل أن يصبح رئيسا سبق أن منحت الهند هذا التكريم أيضا لكل من الدكتور سارفابالي رادهاكرشنان عام 1954 وللدكتور ذاكر حسين في عام 1963 والذي أصبح أيضاً رئيسا للهند مابين عام 1967 حتى 1969 

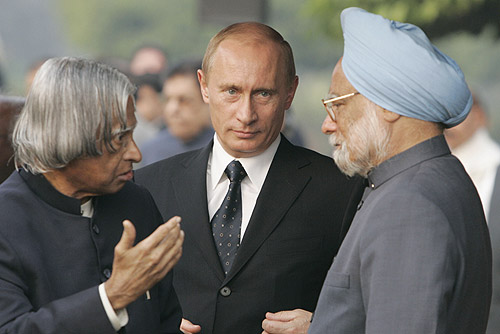
عبد الكلام في فترة رئاسته مع الرئيس الروسي فلاديمير بوتن ورئيس وزراء الهند مانموهان سينغ

خلال فترة ولايته كرئيس كان عبد الكلام يعرف «برئيس الشعب» لمحبة الشعب الهندي له. وقد واجه عبد الكلام نقدا بسبب تقاعسه في عمله بصفته رئيساً للهند في تحديد مصير 20 من 21 التماس رحمة رفعت له  حيث أن المادة 72 من الدستور الهندي تخول رئيس الجمهورية منح العفو أو تعليق أو تحويل أحكام الإعدام، وتخفيف حكم الإعدام من المدانين المحكوم عليهم بالموت  وتصرف عبد الكلام في واحد فقط من التماسات الرحمة في مدة حكمه في الرئاسة التي امتدت لخمس سنوات، ورفض التماس رحمة من المغتصب «داهانجوي شاترجي» الذي شنق فيما بعد  ، وكان من أهم العشرين مناشدة بالتماس الرحمة الذي رفعه له «أفضل جورو» الكشميري الذي أدين بالتآمر في هجوم على البرلمان الهندي في ديسمبر عام 2001 وحكم عليه بالإعدام من قبل المحكمة العليا في الهند عام 2004  K ، وهذه الالتماسات بالرحمة كان من المقرر أن يضطلع بها في 20 أكتوبر 2006 لكنه تركها معلقة مما يعني إستمرار تنفيذ أحكام الإعدام.
في نهاية فترة ولايته في 20 يونيو 2007 أعرب عبد الكلام استعداده للنظر في التقدم لولاية ثانية في منصبه، وكان هناك يقين في فوزه بالانتخابات الرئاسية عام 2007  ، لكن بعد يومين من حديثه عن الفترة الثانية قرر عدم خوض الانتخابات الرئاسية مرة أخرى لأنه يريد تجنب الانخراط في أي عمليات سياسية  ، بالإضافة إلى ذلك لم يكن لديه دعم من الأحزاب اليسارية وحزب شيف سينا وحزب التحالف التقدمي المتحد (UPA) للحصول على ولاية جديدة.
عند اقتراب مدة انتهاء ولاية الرئيس الثاني عشر للهند براتبها باتيل الذي تنتهي فترة ولايته ا الرئاسية في 24 يوليو 2012 زعمت تقارير إعلامية واسعة في شهر إبريل أن عبد الكلام من المرجح أن يتم ترشيحه لولاية ثانية  ، وكانت مواقع التواصل الاجتماعي تضج بالأنشطة لتوسيع دعمهم لترشيحه  ، وهناك احتمال كبير بأن حزب بهاراتيا جاناتا أيد ترشيحه له، كما أن حزب ساماجوادي وحزب المؤتمر الوطني الهندي اقترح اسمه لعام 2012 لخوض الانتخابات الرئاسية  ، وقبل شهر واحد من الانتخابات أعرب السياسي الهندي مولايام سينغ ياداو الذي ينتمي لحزب ساماجوادي عن ولاية أوتار براديش، والسيدة ماماتا بانيرجي عضو البرلمان ووزيرة السكك الحديدية وعضو ائتلاف عن غرب البنغال التي تنتمي لحزب المؤتمر الوطني أيدوا ترشيح عبد الكلام لفترة رئاسية ثانية  ، ولكن في 18 يونيو 2012 رفض عبد الكلام خوض الانتخابات الرئاسية لعام 2012 بعد الكثير من التكهنات  ، وقد وجه رسالة للشعب الهندي يعيد تأكيده عدم خوض الانتخابات وفيها شكرالمواطنين على الثقة الكبيرة والدعم الذي غمروه به مما يعكس تحقيق متطلبات الشعب ومودتهم له.

## الانتقادات والخلافات

### التجارب النووية
كان هناك جدل يحيط بدور عبد الكلام بصفته عالم نووي من أنه لاتوجد تقارير موثوق بها وواقعية من عائدات التجارب النووية التي يطلق عليها اسم «بوخران - 2»  ، واعترف علناً مدير موقع التجارب النووية الدكتور «سانثانام» بأن القنبلة النووية الحرارية (القنبلة الهيدروجينية) أخفق اختبارها وتبدد، وانتقد عبد الكلام لاصداره تقرير خاطئ عنها  ، ومع ذلك رفض عبد الكلام هذه الادعاءات وأن العالم شيدامبارام شريك رئيس في «بوخران - 2»، ووصف هذه الادعاءات غير صحيحة.

### موقفه من محطة كودانكيولام للطاقة النووية

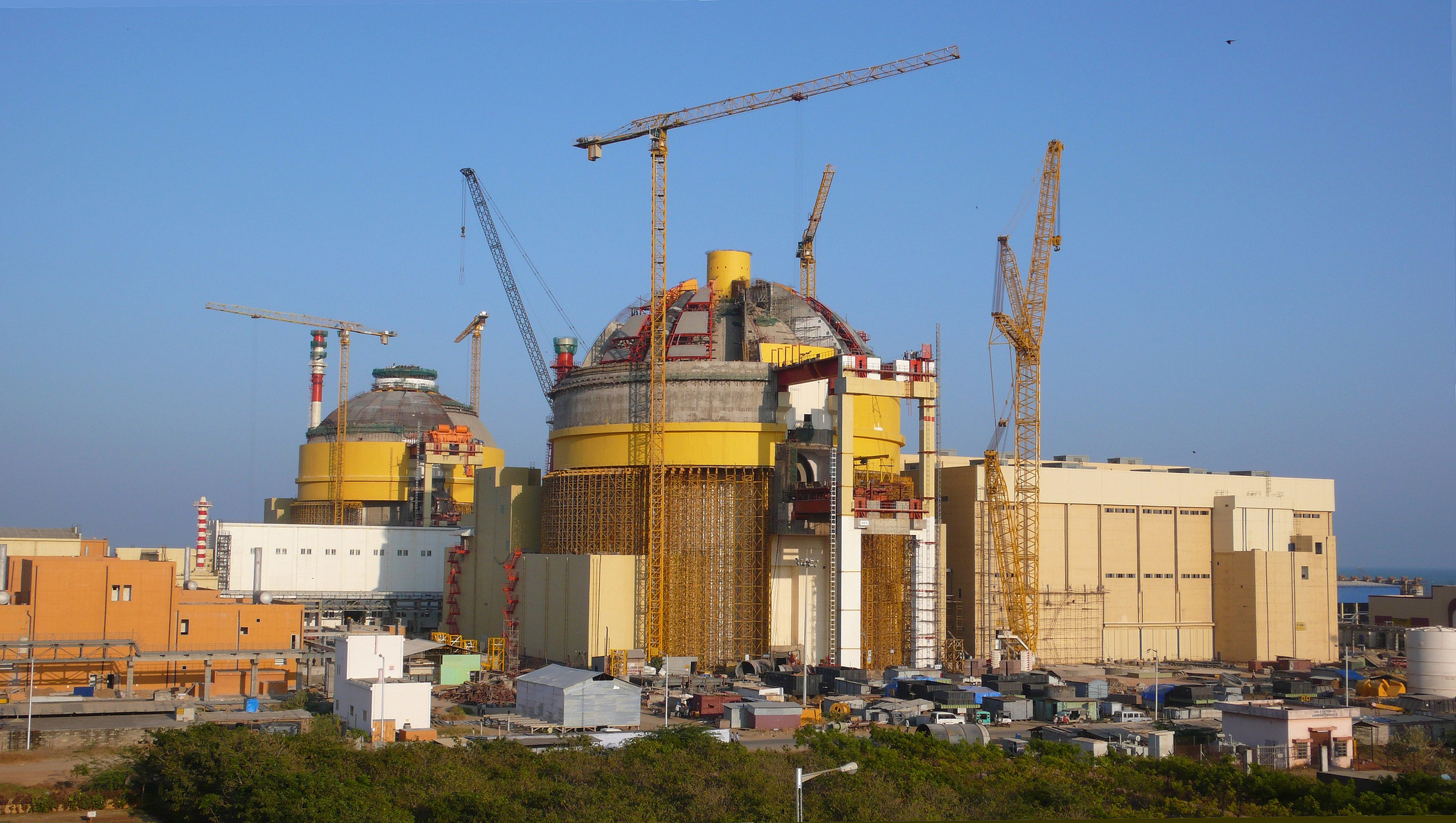
محطة الطاقة النووية في كودانكيولام

إنتُقد عبد الكلام أيضا من قبل مجموعات مدنية بخصوص موقفه من محطة كودانكيولام للطاقة النووية التي تقع في ولاية تاميل نادو بجنوب الهند، حيث أنه أيد إنشاء المحطة هذه ولم يتحدث أو يفتح حواراً مع السكان المحليين حول الموقع  ، ونتيجة لذلك عندما زار موقع المحطة قوبل بمظاهرات غاضبة ومعادية لزيارته، ووصف بأنه عالما مؤيدا للتجارب والطاقة النووية ولا يلتفت أو يعير أهمية لضمان السلامة لهذه المحطة والسكان.

### تفتيشه من قبل السلطات الأمنية الأمريكية
تم تفتيش عبد الكلام في مطار جون إف كينيدي الدولي في نيويورك في 29 سبتمبر 2011 عند انتظاره صعود الطائرة وجرى تفتيشه بطريقة خاصة بأجهزة التفتيش الاشعاعية بالمطار حيث أنه من وجهة نظرهم لايعتبر من فئة الشخصيات المعفاة من إجراءات الفحص الأمني في إطار المبادئ التوجيهية الأمريكية، ثم جرى تفتيشه من جديد بعد صعوده لطائرة الخطوط الجوية الهندية من قبل مسؤولين أمنيين أمريكيين وطلبوا تفتيش سترته وأحذيته بإدعاء أن هذه الأشياء لم تفحص وفقاً للإجراءات المقررة خلال الفحص الأمني الخاص الذي جرى له بالمطار، وقد احتج طاقم الطائرة على هذه المعاملة لشخص عبد الكلام وأن له اعتباره بصفته رئيساً سابقاً لجمهورية الهند  ، ولم يتم الإبلاغ عن هذا الحادث حتى يوم 13 نوفمبر 2011  ، وبعدها هددت الهند من جانبها في إتخاذ إجراءات انتقامية ضد هذا التصرف حسب ماتراه والمعاملة بالمثل، كما كان هناك شعور عام بالغضب في أنحاء البلاد  ، وقام وزير الخارجية الهندي بالاحتجاج على هذا الحادث غير الودي مما دعى الحكومة الأمريكية بكتابة رسالة لعبد الكلام تضمنت أسفها العميق لما حدث له من إزعاج.
لقد سبق أن خضع عبد الكلام للتفتيش من قبل الموظفين الأمنيين لخطوط طيران كونتننتال على الأرض في مطار أنديرا غاندي الدولي في نيودلهي في يوليو 2009 ، وعومل كأي مسافر عادي على الرغم من كونه ضمن لائحة أمن الطيران المدني من الأشخاص المعفيين من الفحص الأمني في الهند.

## مستقبل الهند: 2020
مقال تفصيلي: الهند 2020

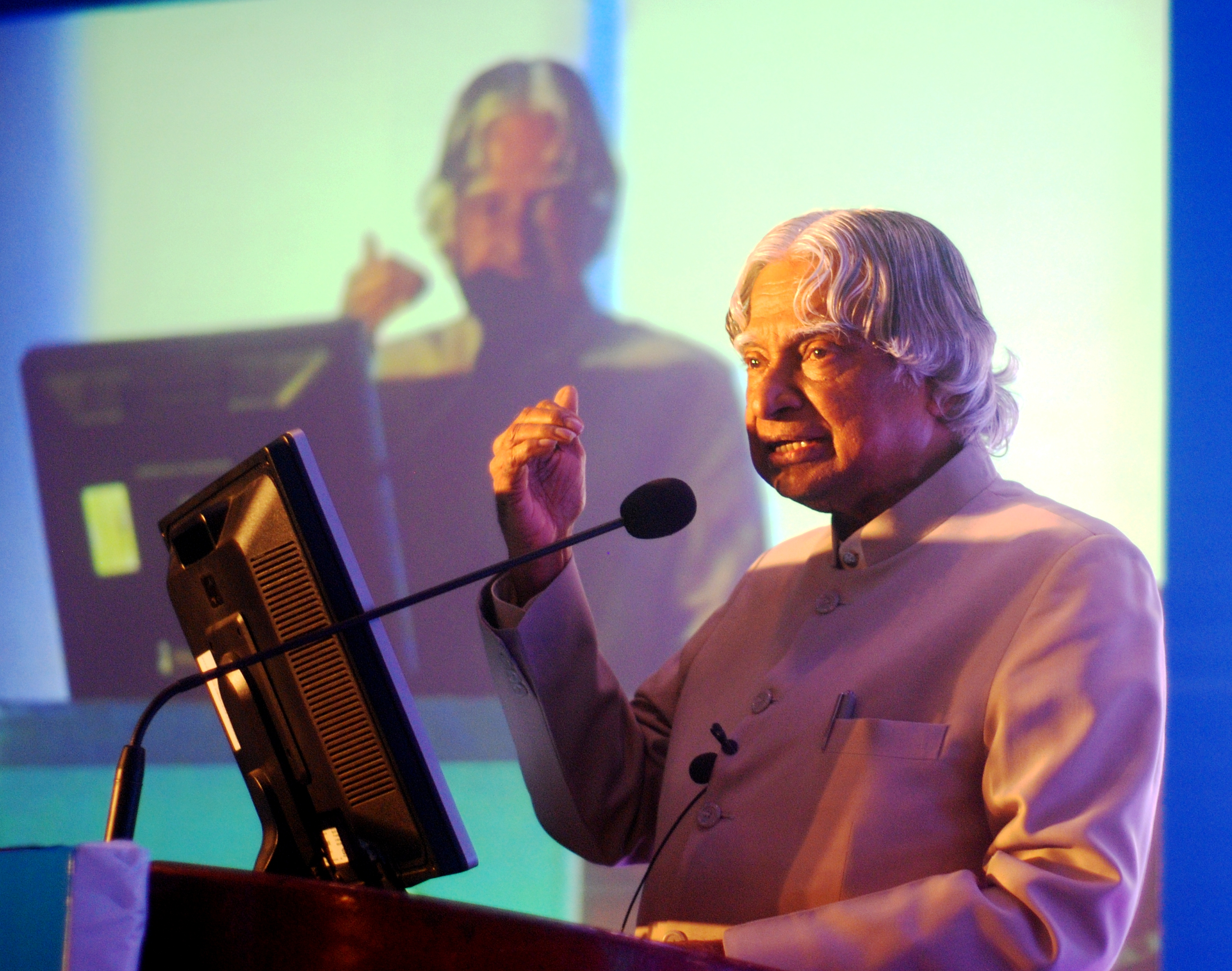
عبد الكلام مهندس الطيران والمستشار الأول بالمعهد الهندي لعلوم الفضاء والتقنية في ثيرفانانثابورام عاصمة ولاية كيرلا الهندية

نشر عبد الكلام في كتابه (الهند عام 2020 دعوته بقوة لاتخاذ عمل لتنمية وتطوير الهند ووصولها إلى قوة عظمى في المعرفة وأمة متقدمة وذلك بحلول عام 2020 وقال في كتابه أيضاً أن البرنامج الهندي للأسلحة النووية سوف يؤكد مكانة الهند كقوة عظمى في المستقبل. ولقد كان هناك طلب كبير من قبل كوريا الجنوبية في إصدارات مترجمة من كتب عبد الكلام  ، واستمر عبد الكلام في الاهتمام بشكل فعال في حقول التنمية الأخرى مثل العلوم والتقنية، وقد اقترح برنامج بحثي لتطوير الزراعة الحيوية. وهو مؤيد لحلول المصدر المفتوح لنشر المعلومة ويعتقد باستخدام البرمجيات الحرة على نطاق واسع وأنها ستجلب فوائد تكنولوجية ومعلوماتية لعدد أكبر من الناس.
وضع عبد الكلام هدفا للتفاعل مع 100 ألف طالب خلال العامين التي تلت استقالته من منصب المستشار العلمي في عام 1999  ، ومن كلماته التي قالها عن ذلك: (.. أشعر بالراحة في الشراكة مع الشباب وخاصة طلاب المدارس الثانوية.. ومن الآن وصاعدا فإنني أعتزم تبادل الخبرات معهم ومساعدتهم في إشعال خيالهم وإعدادهم للعمل من أجل تقدم الهند.)، وأضاف (..لقد وضعت فعليا خارطة طريق متاحة من أجل ذلك الهدف.)  ، واستمر عبد الكلام في التفاعل والتواصل مع الطلاب خلال توليه منصب الرئيس وأيضا خلال مرحلة مابعد الرئاسة بصفته أستاذ زائر للعديد من المعاهد الهندية أو مستشارا في المؤسسات الأكاديمية والبحثية الأخرى في انحاء الهند، وهو مؤيد قوي لعلوم الفضاء والطاقة الشمسية  ، وفي عام 2012 اقترحت الصين التعاون بين البلدين لتطوير قمر اصطناعي للطاقة الشمسية وذلك خلال زيارة عبد الكلام للصين.

## مابعد الرئاسة
بعد أن انتهت فترة ولايته الرئاسية في عام 2007 عمل عبد الكلام أستاذا وأستاذ زائر ومستشار في العديد من مراكز البحوث العلمية والتقنية والمعاهد العلمية في الهند منها:
- أستاذ زائر في المعهد الهندي للإدارة في مدينة شيلونغ عاصمة ولاية ميغالايا الهندية.
- أستاذ زائر في المعهد الهندي للإدارة في مدينة أحمد آباد بولاية كجرات [83]
- أستاذ زائر في المعهد الهندي للإدارة في مدينة اندور بولاية ماديا براديش.[84]
- زميل فخري في المعهد الهندي للعلوم في مدينة بنغالور عاصمة ولاية كارناتاكا.
- مستشار في المعهد الهندي لعلوم وتقنية الفضاء في ثيروفانانثابورام عاصمة ولاية كيرالا.[85]
- أستاذ لهندسة الفضاء في جامعة آنّا في تشيناي عاصمة ولاية تاميل نادو.[86]
- أستاذ في جامعة جي إس إس في مدينة ميسور بولاية كارناتاكا.[87]
- عضو مشارك زائر في العديد من المؤسسات الأكاديمية والبحثية في جميع أنحاء الهند.[88]

## كتب ووثائق

### مؤلفاته
- «التطورات في ميكانيكا السوائل وتقنية الفضاء». تأليف عبد الكلام ورودام ناراسيمها. نشر الأكاديمية الهندية للعلوم. 1988.[89]
- الهند عام 2020: رؤية للألفية الجديدة. تأليف عبد الكلام وراجان. نيويورك 1998.[90]
- «أجنحة النار» السيرة الذاتية. تأليف عبد الكلام وأرون تيواري. 1999.[19]
- «إشعال العقول»: إطلاق العنان للقوة في الهند. دار نشر فايكنغ. 2002 .[91]
- «شرارات مضيئة». دار نشر بونيا المحدودة 2004.[92]
- «مهمة الهند». تأليف عبد الكلام ورسوم مناف قبطا. دار نشر كتب بنغوين. 2005.[93]
- «أفكار ملهمة». دار نشر راجبال وأبناؤه.[94]
- «الروح التي لاتقهر». دار نشر راجبال وأبناؤه.[95]
- «تطلعات الأمة». تأليف عبد الكلام وسيفانو بيلاي. دار نشر ناتا ماكجرو هيل. نيودلهي.
- «أنت ولدت لتزهر: خذ رحلتي لما هو أبعد» تأليف عبد الكلام وأرون تيواري. دار نشر كتب المحيط. 2011.[96]
- «نقاط التحول»: رحلة عبر التحديات. منشورات هاربر كولنز. الهند2012.[97]
- «الهدف 3 مليار» تأليف عبد الكلام وسريجانو بال سينغ. منشورات كتب بنغوين.
- «رحلتي: تحول الأحلام لأفعال». منشورات روبا. 2013.
- «بيان رسمي من أجل التغيير: تكملة للهند 2020». تأليف عبد الكلام وبونراج. دار نشر هاربر كولينز. 2014.[98]

### كتب ووثائق كتبت عن سيرته الذاتية
- «حياة وأوقات الدكتور عبد الكلام». تأليف إس. شندرا. منشورات دار بنتاغون 2002.[99]
- «الرئيس عبد الكلام». تأليف آر. ك. بروثي. منشورات أنمول 2002.[100]
- «عبد الكلام: رؤية الهند» تأليف ك. بوشان وجي. كاتيال. منشورات أ. بي. إتش. 2002.[101]
- «الحلم الصغير» (فيلم وثائقي). إعداد بي. دانابال ومنفيلي. الأعمال الإعلامية الخاصة والمحدودة. 2008.[102]
- «تأثير عبد الكلام: سنواتي مع الرئيس». تأليف بي. إم. نير. منشورات هاربر كولينز 2008.[103]
- «أيامي مع المهاتما عبد الكلام». تأليف أ. ك. جورج. منشورات نوفل 2009.[104]

## تكريمه
منح عبد الكلام العديد من الجوائز والأوسمة والميداليات من الحكومات والمراكز العلمية والمعاهد التقنية في الهند ودول العالم، وكرمته الحكومة الهندية بأوسمة تكريم كان أهمها جائزة بهارات راتنا وهي أعلى جائزة تكريم مدنية في الهند لمساهماته في البحث العلمي وتحديث تقنية الدفاع للبلاد.
منح عبد الكلام شهادة الدكتوراه الفخرية من 40 جامعة. وفي مناسبة ميلاد عبد الكلام التاسع والسبعون اعتبرت الأمم المتحدة أن هذا اليوم هو يوم الطلاب العالمي  ، وفي عام 2005 أعلنت سويسرا أن يوم 29 مايو من كل عام هو يوم العلم، وذلك بمناسبة زيارة عبد الكلام لهذه الدولة.
وهذه أهم الأوسمة والجوائز التي منحت لعبد الكلام في بلاده الهند:
- وسام بادما بوشان من الحكومة الهندية في عام 1981، وهو أعلى ثالث جائزة تكريم مدنية في الهند.[110][111]
- وسام بادما فيبهوشان من الحكومة الهندية في عام 1990، وهو أعلى ثاني جائزة تكريم مدنية في الهند <.[110][111]
- جائزة بهارات راتنا من الحكومة الهندية عام 1997، وهي أعلى جائزة تكريم مدنية في الهند.[110][112]
- جائزة أنديرا غاندي للتكامل الوطني من المؤتمر الوطني الهندي عام 1997.[21][110]

## آراؤه السياسية
- جمع عبد الكلام الكثير من تصوراته في كتابه «الهند 2020» والذي وضع فيه مخطط لتطوير الهند إلى قوة عظمى قائمة على المعرفة وجعلها بلداً متقدماً بحلول عام 2020.
- يؤمن بأهمية السلاح النووي في جعل بلاده قوة عظمى.
- يؤيد برامج المصدر المفتوح كوسيلة لتوسيع انتشار تكنولوجيا المعلومات.
- يؤمن بقدرة العلم على حل مشكلات المجتمع.

## وفاته
في يوم 27 من شهر يوليو 2015 كان عبد الكلام يلقي محاضرة في المعهد الهندي للإدارة في شيلونغ وفجأة سقط على الأرض نتيجة نوبة قلبية توفي على أثرها عن عمر ناهز 83 عام  ، وأدت وفاته المفاجئة إلى حزن عميق في طول البلاد وعرضها. وحضر مراسم الجنازة الآلاف من الشعب وكبار الشخصيات والمسؤولين على المستوى الوطني في الهند، ونقل جثمانه لمسقط رأسه في راميسوارام بولاية تاميل نادو حيث دفن بها.
بعد وفاته أعلنت حكومة ولاية تاميل نادو أنه في يوم ميلاده الذي يصادف يوم 15 أكتوبر سيكون «يوم النهضة للشباب» في جميع أنحاء الدولة. ووضعت الحكومة جائزة الدكتور عبد الكلام وهي على شكل ميدالية ذهبية وشهادة ومبلغ مالي يقدر بـ 7500 دولار أمريكي يتم منحها سنويا في يوم الاستقلال ابتداء من عام 2015 للمواطنين في الدولة الذين يقدموا إنجازات في تعزيز النمو والتقدم العلمي في العلوم الإنسانية ورعاية الطلبة، كما أعيدت تسمية العديد من المؤسسات التعليمية والعلمية وغيرها من المواقع باسمه تشريفا لمكانته.

## روابط خارجية
- أبو بكر زين العابدين عبد الكلام على موقع IMDb (الإنجليزية)
- أبو بكر زين العابدين عبد الكلام على موقع الموسوعة البريطانية (الإنجليزية)
- أبو بكر زين العابدين عبد الكلام على موقع مونزينجر (الألمانية)
- أبو بكر زين العابدين عبد الكلام على موقع إن إن دي بي (الإنجليزية)